# Cantal
Cantal ( fransk udtale ?) er et fransk departement i regionen Auvergne-Rhône-Alpes. Hovedbyen er Aurillac, og departementet har 150.778 indbyggere (1999).
Der er 3 arrondissementer, 15 kantoner og 247 kommuner i Cantal.
- Wikimedia Commons har flere filer relateret til Cantal

45°02′N 3°06′Ø / 45.03°N 3.1°Ø